# Nososticta callisphaena
Nososticta callisphaena – gatunek ważki z rodziny pióronogowatych (Platycnemididae).